# Списак монархија у свету
Овај чланак садржи списак тренутних монархија у свету.
| Држава                    | Континент    | Монарх                                                                                  |
| ------------------------- | ------------ | --------------------------------------------------------------------------------------- |
| Андора                    | Европа       | Председник Емануел Макрон — 17. мај 2017.                                               |
| Антигва и Барбуда         | Америка      | Краљ Чарлс III — 8. септембар 2022.                                                     |
| Саудијска Арабија         | Блиски исток | Краљ Салман ибн Абдулазиз ел Сауд — 23. јануар 2015.                                    |
| Аустралија                | Океанија     | Краљ Чарлс III — 8. септембар 2022.                                                     |
| Бахаме                    | Америка      | Краљ Чарлс III — 8. септембар 2022.                                                     |
| Бахреин                   | Блиски исток | Краљ Хамад ибн Иса ел Калифа — 14. фебруар 2002.                                        |
| Белгија                   | Европа       | Краљ Филип од Белгије — 21. јул 2013.                                                   |
| Белизе                    | Америка      | Краљ Чарлс III — 8. септембар 2022.                                                     |
| Бутан                     | Азија        | Краљ Џигме Хесар Намгјел Вангчук — 14. септембар 2016.                                  |
| Брунеј                    | Азија        | Султан Хасанал Болкиах — 5. октобар 1967.                                               |
| Камбоџа                   | Азија        | Краљ Нородом Сихамони — 29. октобар 2004.                                               |
| Канада                    | Америка      | Краљ Чарлс III — 8. септембар 2022.                                                     |
| Данска                    | Европа       | Краљица Маргарета II од Данске — 14. јануар 1972.                                       |
| Уједињени Арапски Емирати | Блиски исток | Председник федерације шеик Мухамед ибн Зајед ел Нахјан, емир Абу Дабија — 14. мај 2022. |
| Шпанија                   | Европа       | Краљ Фелипе VI од Шпаније — 9. јун 2014.                                                |
| Есватини                  | Африка       | Краљ Мсвати III — 25. април 1986.                                                       |
| Гренада                   | Америка      | Краљ Чарлс III — 8. септембар 2022.                                                     |
| Соломонова Острва         | Океанија     | Краљ Чарлс III — 8. септембар 2022.                                                     |
| Јамајка                   | Америка      | Краљ Чарлс III — 8. септембар 2022.                                                     |
| Јапан                     | Азија        | Цар Нарухито — 1. мај 2019.                                                             |
| Јордан                    | Блиски исток | Краљ Абдулах II — 7. фебруар 1999.                                                      |
| Кувајт                    | Блиски исток | Емир Наваф ел Ахмад ел Џабер ел Сабах — 29. септембар 2020.                             |
| Лесото                    | Африка       | Краљ Летси III — 7. фебруар 1996.                                                       |
| Лихтенштајн               | Европа       | Кнез Ханс-Адам II — 13. новембар 1989.                                                  |
| Луксембург                | Европа       | Велики војвода Анри — 7. октобар 2000.                                                  |
| Малезија                  | Азија        | Краљ Абдулах од Паханга — 31. јануар 2019.                                              |
| Мароко                    | Африка       | Краљ Мухамед VI — 23. јул 1999.                                                         |
| Монако                    | Европа       | Принц Алберт II — 6. април 2005.                                                        |
| Норвешка                  | Европа       | Краљ Харалд V од Норвешке — 17. јаунар 1971.                                            |
| Нови Зеланд               | Океанија     | Краљ Чарлс III — 8. септембар 2022.                                                     |
| Оман                      | Блиски исток | Султан Хајтам Бин Тарик Ал Суад — 11. јануар 2020.                                      |
| Папуа Нова Гвинеја        | Океанија     | Краљ Чарлс III — 8. септембар 2022.                                                     |
| Краљевина Холандија       | Европа       | Краљ Вилем-Александер — 30. април 2013.                                                 |
| Катар                     | Блиски исток | Емир Тамим ибн Хамад — 25. јун 2013.                                                    |
| Краљевина Енглеска        | Европа       | Краљ Чарлс III — 8. септембар 2022.                                                     |
| Света Луција              | Америка      | Краљ Чарлс III — 8. септембар 2022.                                                     |
| Сент Китс и Невис         | Америка      | Краљ Чарлс III — 8. септембар 2022.                                                     |
| Сент Винсент и Гренадини  | Америка      | Краљ Чарлс III — 8. септембар 2022.                                                     |
| Самоа                     | Океанија     | Принц Туималеалиифано Ваалетоа Суалауви — 21. јул 2007.                                 |
| Шведска                   | Европа       | Краљ Карл XVI Густаф — 15. септембар 1973.                                              |
| Тајланд                   | Азија        | Краљ Маха Вачиралонгкорн — 1. децембар 2016.                                            |
| Тонга                     | Океанија     | Краљ Тупу VI — 18. март 2012.                                                           |
| Тувалу                    | Океанија     | Краљ Чарлс III — 8. септембар 2022.                                                     |
| Ватикан                   | Европа       | Папа Лав                                                                                |

## Галерија
- Ђоан Енрик Вивес и Сисилија
- Емануел Макрон
- Папа Фрања
- Салман од Саудијске Арабије
- Филип од Белгије
- Чарлс III
- Хамад ибн Иса ел Калифа
- Џигме Хесар Намгјел Вангчук
- Хасанал Болкиах
- Нородом Сихамони
- Маргарета II
- Мухамед ибн Зајед ел Нахјан
- Фелипе VI од Шпаније
- Нарухито
- Абдалах II
- Летси III
- Ханс-Адам II
- Анри, велики војвода од Луксембурга
- Мухамед VI
- Алберт II
- Харалд V од Норвешке
- Вилем-Александер
- Тамим ибн Хамад
- Карл XVI Густаф
- Мсвати III
- Маха Вачиралонгкорн
- Тупоу VI
- Хајтам Бин Тарик Ал Суад